# Tabanus autumnalis
Espèce
Le taon d'automne (Tabanus autumnalis) est une espèce d'insectes diptères de la famille des tabanidés, dont la femelle est hématophage. C'est un taon de taille moyenne. Les ailes mesurent 13 à 16 mm, et le corps est long de 16 à 22 mm.